# Malcolmia graeca
Malcolmia graeca är en korsblommig växtart som beskrevs av Pierre Edmond Boissier och Wilhelm von Spruner. Malcolmia graeca ingår i släktet strandlövkojor, och familjen korsblommiga växter.

## Underarter
Arten delas in i följande underarter:
- M. g. bicolor
- M. g. graeca
- M. g. hydraea